# Big River n.º 555
Big River n.º 555 es un municipio rural canadiense situado en la provincia de Saskatchewan.

## Superficie
Big River n.º 555 tiene una superficie de 2484,13 km².

## Demografía
En 2021, tenía 994 habitantes, una densidad poblacional de 0,4 hab./km², y 802 viviendas.